# جوشوا فورست
جوشوا فورست (بالإنجليزية: Joshua Furst)‏ (19 مارس 1971)؛ روائي أمريكي.